# Siège de Pesmes (1674)
Guerre de Hollande
Batailles
- Groenlo (06-1672)
- Solebay (06-1672)
- Coevorden (06-1672)
- Nimègue(07-1672)
- Groningue (07-1672)
- Saint-Lothain (02-1673)
- Schooneveld (1re) (06-1673)
- Maastricht (06-1673)
- Schooneveld (2de) (06-1673)
- Texel (08-1673)
- Bonn (11-1673)
- Arcey (01-1674)
- Pesmes (02-1674)
- Gray (02-1674)
- Scey-sur-Saône (03-1674)
- Chariez (03-1674)
- Vesoul (03-1674)
- Arbois (03-1674)
- Orgelet (03-1674)
- Besançon (04-1674)
- Dole (05-1674)
- Sinsheim (06-1674)
- Salins (06-1674)
- Belle-Île (06-1674)
- Lure (07-1674)
- Faucogney (07-1674)
- Sainte-Anne (07-1674)
- Fort-Royal (07-1674)
- Seneffe (08-1674)
- Entzheim (10-1674)
- Mulhouse (12-1674)
- Turckheim (01-1675)
- Stromboli (02-1675)
- Fehrbellin (06-1675)
- Salzbach
- Consarbrück
- Alicudi
- Agosta
- Palerme
- Maastricht
- Philippsburg
- Valenciennes
- Cambrai
- Saint-Omer
- Tobago
- La Peene (Cassel)
- Ypres
- Rheinfelden (07-1678)
- Saint-Denis

Le siège de Pesmes de 1674 est une bataille de la Seconde conquête de la Franche-Comté que subit la cité de Pesmes, dans le comté de Bourgogne (Franche-Comté), du 12 au 15 février 1674. Il oppose les Français aux Espagnols auxquels la ville appartient. Ce siège est le premier d'une longue série menée lors de la deuxième conquête de la Franche-Comté.

## Contexte
L'événement se déroule en pleine guerre de Hollande (1672-1678). Durant l'hiver 1673-1674, la menace d'une nouvelle invasion française se précise : Louis XIV attaque toute la Franche-Comté, alors sous domination espagnole. Avec une armée de 10 000 hommes, le duc de Navailles est chargé d'attaquer les villes de Pesmes, Gy, Marnay, Saint-Loup, Lons-le-Saunier, Vesoul et Gray. Pesmes est située sur un axe de communication important : la ville est un objectif majeur.
La défense de la ville est confiée à l'Espagnol don André de Riverol, ancien domestique de l'ancien gouverneur de Franche-Comté, don Gerónimo de Quinonès (es), devenu major dans l'armée espagnole. Les abords de la cité sont gardés par la cavalerie espagnole de Jean-François de Massiet. Mais, ce dernier, estimant que la météo et la crue de l'Ognon empêcheraient tout attaque, rappelle ses cavaliers à Gray, grande erreur stratégique qui prive Pesmes de précieux renfort et d'éclaireurs qui auraient pu prévenir l'arrivée française. Massiet en sera vivement critiqué par les autorités comtoises.

## Déroulement
Le 12 février, la cavalerie française passe la frontière à Broye-les-Pesmes et arrive péniblement devant Pesmes à cause de l'état des routes. Aussitôt, le commandant français somme le gouverneur de la ville de se rendre. Paniqué et pris au dépourvu, celui-ci écrit au gouverneur du comté de Bourgogne pour savoir ce qu'il doit répondre. Pendant ce temps, l'infanterie française arrive le lendemain et son artillerie le surlendemain, transportée par la rivière (l'Ognon) pourtant en crue. Le début du siège est laborieux, les Français étant pénalisés par une météo très défavorable. Le 14 en fin de journée, une violente tempête emporte une partie des murailles et des habitations. Stupéfaite, la garnison doit évacuer la ville et se retirer au château. Immédiatement après la fin de la tempête, le duc de Navailles fait bombarder la ville par ses canons. Découragée par les événements, et le manque de détermination de son commandant, la ville se rend à 10 heures du soir et les troupes espagnoles évacuent le lendemain matin. Les miliciens comtois sont autorisés à rester et les Espagnols doivent regagner les Pays-Bas espagnols via la Lorraine et le Luxembourg.

## Conséquences
Dans le camp comtois, la consternation est grande ; on pensait la cité à l'abri et protégée derrière la rivière en crue. La frustration est d'autant plus grande que la cité n'a tenu que quelques jours. De plus, les Français s'emparent de grandes quantités de vivres et de munitions. La prise de Pesmes permet aux Français de prendre pied dans le comté de Bourgogne : la route de Besançon et de Gray est à présent ouverte. Les Français vont pouvoir entreprendre sereinement le siège de la ville de Gray. Marnay est prise quelques jours plus tard : Pesmes est la première d'une longue série de villes et de places fortes à tomber.